# Урвинис, Ромуалдас
Ромуалдас Урвинис (лит. Romualdas Urvinis; 23 января 1937, Паневежис — 2 марта 2016) — литовский и советский актёр театра и кино, заслуженный артист Литовской ССР.
В 1954 году окончил театральную студию при Паневежском драматическом театре. C 1952 года актёр Паневежского драматического театра, где сыграл более 150 ролей. В 1987 году получает звание заслуженного артиста Литовской ССР. Снимался в фильмах Литовской киностудии. Поставил несколько спектаклей для детей, такие как «Spyruoklinis kareivėlis» Виолетты Пальчинскайте, «Винни-Пух» Александра Милна, М. Астрахана «Pifo nuotykiai», «Тайна черного озера» Е. Борисовой, «Кто потерял совесть?» Льва Устинова.

## Фильмография
- 1971 — Камень на камень / Akmuo ant akmens — камердинер Блажеюс
- «Birželis — vasaros pradžia»
- «Vyrų vasara»
- 1971 — Раны земли нашей / Žaizdos žemės mūsų — эпизод
- «Ekskursantė»

## Роли в театре
- Шура, Ясюсь — «Поросль», К. Бинкис;
- Жорж Данден — «Жорж Данден», Ж. Б. Мольер;
- Осип — «Ревизор», Н. Гоголь;
- Калвайтис — «Зять», В. Креве;
- Мотеюс — «Собор», Ю. Марцинкявичюс;
- Аргон — «Мнимый больной», Ж. Б. Мольер;
- Толстяк — «В открытом море», С. Мрожек;
- Курис — «Рассказы старой ивы», Ю. Даутартас;
- Довейка — «Осень приходит лесами», М. Катилишкис;
- Месье Вальтер — «Семейный уикэнд», Ж. Пуаре;
- Яков — «Скрипка Ротшильда», А. Чехов.